# Huaquechula (kommun)
Huaquechula är en kommun i Mexiko.   Den ligger i delstaten Puebla, i den sydöstra delen av landet, 100 km sydost om huvudstaden Mexico City.
Följande samhällen finns i Huaquechula:
- Huaquechula
- Cacaloxúchitl
- San Diego el Organal
- Teacalco de Dorantes
- Tronconal
- Santa Ana Coatepec
- San Juan Vallarta
- Santiago Tetla
- Mártir Cuauhtémoc
- Tlapetlahuaya
- Soto y Gama
- San Lucas Matlala
- El Progreso
- San Juan Bautista
- La Libertad
- Morelos Matlala
- La Venta
- Huejotal
- Champusco
- Ahuatlán
- San Antonio Cuautla
- Emiliano Zapata
- Rancho Nuevo Michapita
- San Pedro Contla
- Santa Cruz Yancuitlalpan